# Ca' Zenobio
(Aglaia Anassillide)
Ca' Biscaro, Zenobio, Alverà è una villa veneta situata a Santa Bona, nel comune di Treviso, in via Santa Bona Nuova.

## Storia
La villa compare in forme simili alle attuali già in una mappa del 1680, dove il complesso è segnalato come «casin e caseta et chiesa per suo uso» di proprietà di don Domenico Biscaro, membro di una numerosa famiglia del luogo. Nel 1714 viene rappresentato lo stesso impianto («Palazzo orto chiesa et giardino») ma proprietario risulta essere il veneziano Stefano Morellato.
Le successive visite pastorali del vescovo di Treviso testimoniano come il complesso fosse passato poi a Costantin Franceschi e alla famiglia Battistiol Torni, proprietaria anche dell'attuale villa Torni di Mogliano Veneto.
Nel 1744 la villa venne acquistata da Sebastiano Uccelli, ricco impiegato della Procuratoria di San Marco de citra. A lui si deve un'importante ristrutturazione del complesso che vide anche una revisione dell'apparato decorativo con l'aggiunta di statue e affreschi. Durante i lavori venne edificata la barchessa (inglobando un edificio preesistente) e ricostruito l'oratorio privato.
Il nome con cui è comunemente noto l'edificio si ricollega al successivo proprietario, il conte Verità Zenobio che lo tenne dal 1779 agli anni 1780, per poi lasciarlo ai familiari. Durante questo periodo negli annessi trascorse l'infanzia la poetessa Angela Veronese, figlia del giardiniere degli Zenobio.
Nell'Ottocento si avvicendarono gli Avanzetti e, dal 1873, Pacifico Ceresa. Alla sua morte, avvenuta nel 1905, il complesso viene ereditato dalla figlia Elisabetta Ceresa in Alverà (da cui l'altra denominazione di Ca' Alverà). Nel 1949 gli Alverà vendettero il complesso a Giuseppe Cavallin, noto per aver lottizzato la tenuta annessa e anche parte del parco, vendendo i tronchi dei secolari alberi a una segheria; il muro di cinta fu abbattuto per i due terzi della sua lunghezza e vennero venduti i cancelli in ferro battuto, menzionati anche dal Coletti. Uno fu recuperato in un deposito di ferrivecchi e si trova oggi nei depositi dei Musei civici di Treviso.
Nel 1951 fu acquistato dall'ingegner Ceccotto e nel 1960 da Marcella Caccianiga in Del Pra' e ai suoi figli.
L'ultimo passaggio di proprietà è avvenuto alla fine degli anni 1990 con la cessione alla fondazione Cassamarca che nel 2002 ha concluso un radicale restauro. Fino al 2012 ha ospitato una scuola di perfezionamento teatrale e musicale gestita dalla società Teatri SpA.

Per l'estate 2021 da lunedì 21 giugno, a partire dalle ore 15, la storica villa sarà riaperta al pubblico, che potrà visitare il parco secolare e la magnifica sala della musica.
Fondazione Cassamarca apre le porte ad un'area di 1,2 ettari votata soprattutto ai ragazzi, con una libreria rivolta alla letteratura per l'infanzia, una ludoteca, una sala della musica. Il progetto è quello di creare un museo dello sport trevigiano. Sarà trasferito l'archivio del teatro comunale.

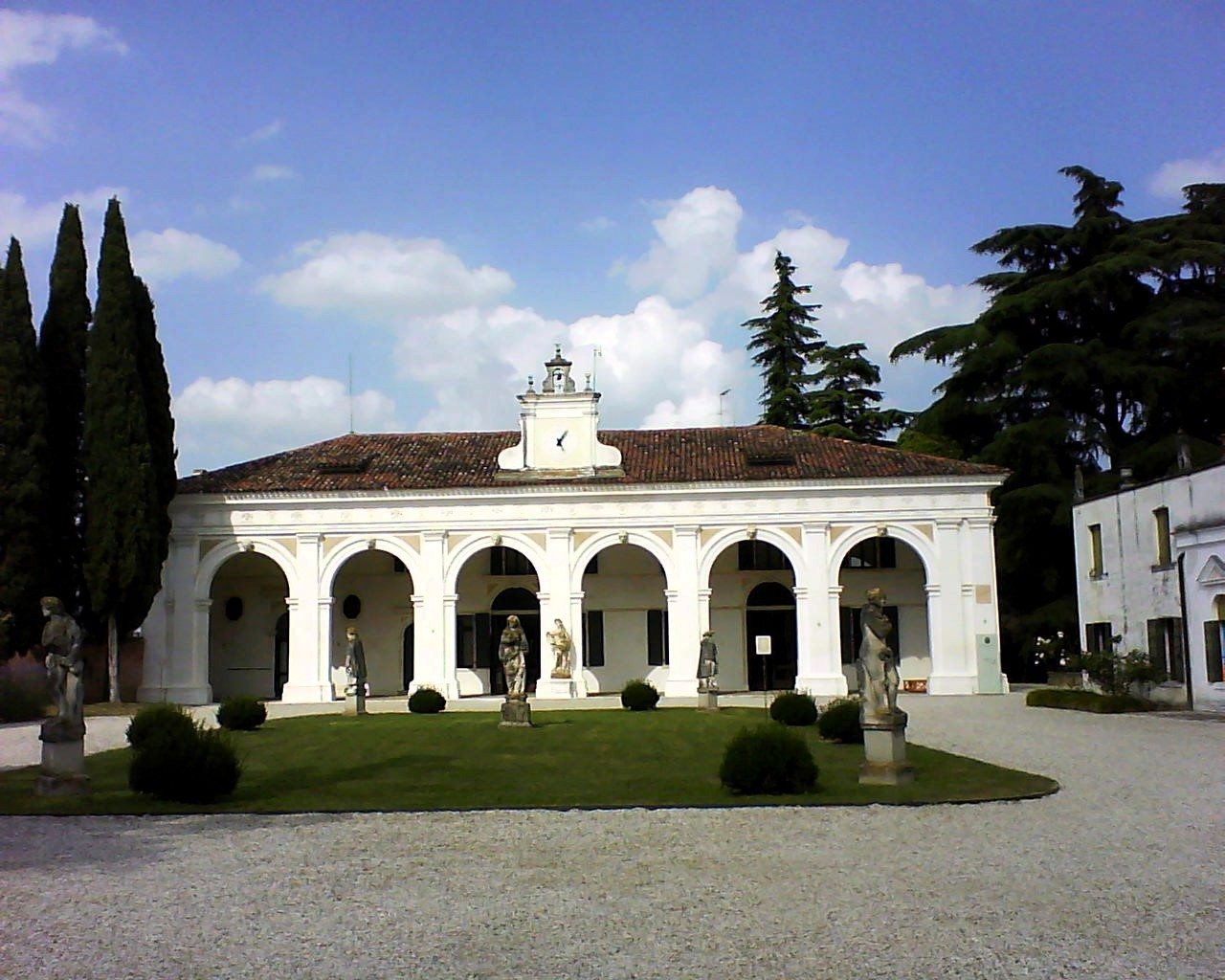
Villa Ca' Zenobio

## Edifici

### Edificio dominicale
La struttura del corpo principale è quella tipica delle ville venete: inizialmente si trattava di un edificio a pianta quadrata, con un salone passante al pianterreno.  La stessa struttura (sala principale affacciata sul cortile principale e sui giardini) si ripete al primo e al secondo piano.  Nei lavori di ristrutturazione e ampliamento del 1744, al corpo centrale vennero aggiunte due ali laterali, che occupano soltanto il pianterreno, al di sopra del quale vi sono due terrazzi.
La Sala della Musica, al pianterreno, fu decorata nel secondo decennio del XVIII secolo dal pittore veneziano Gregorio Lazzarini, maestro di Giambattista Tiepolo, con affreschi alla moda, che propongono il tema amoroso attraverso la raffigurazione di Eros al centro del soffitto, e sulla parete coppie di innamorati desunte dalla mitologia (Ercole e Onfale) o dai poemi epici (Orlando Furioso e Gerusalemme liberata)
Intorno alla metà del secolo intervenne, su commissione del proprietario di allora (l'avvocato veneziano Sebastiano Uccelli), il pittore veneziano Francesco Fontebasso.  Nel salone al primo piano, Fontebasso affrescò entro raffinati stucchi rocaille le allegorie della Giustizia, della Pace e delle Virtù; il pittore realizzò anche una serie di tele, oggi in collezioni private.

### Barchessa
Fontebasso affrontò anche l'impresa della decorazione della barchessa, ispirandosi all'esempio di Giambattista Tiepolo e con l'aiuto di una équipe di quadraturisti (almeno due): nella sala da ballo, entro un impianto scenico illusionistico spettacolare, sono rappresentati tre episodi di tematica storica.  L'interpretazione dei soggetti non è ancora unanime.  Credendo - erroneamente - che la decorazione fosse stata realizzata quando la proprietà della villa era già passata alla famiglia veneziana degli Zenobio (1779), si è voluto identificare il tema degli affreschi con l'incontro tra l'imperatore romano Aureliano e Zenobia, regina di Palmira e mitica antenata degli Zenobi.  Oggi, piuttosto, si pensa che Fontebasso abbia voluto rappresentare episodi leggendari legati alla continenza di Scipione l'Africano.